# Marcio Veloz Maggiolo

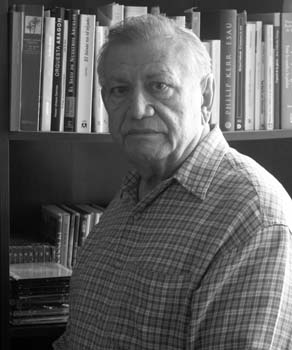
Marcio Veloz Maggiolo

Marcio Veloz Maggiolo (* 13. August 1936 in Santo Domingo; † 10. April 2021 ebenda) war ein dominikanischer Schriftsteller, Archäologe, Anthropologe, Diplomat und Politiker.

## Werdegang
Veloz Maggiolo besuchte die Escuela México, das Gymnasium Liceo Presidente Trujillo und die Escuela Hostos und studierte von 1957 bis 1962 Philosophie und Literatur an der Universidad Autónoma de Santo Domingo. 1970 wurde er an der Universität Madrid zum Doktor für amerikanische Geschichte promoviert. In Quito studierte er außerdem Journalismus.
Er war u. a. stellvertretender Staatssekretär für Kultur, Direktor der Forschungsabteilung des Museo del Hombre Dominicano, Direktor der Abteilung Anthropologie und Geschichte und Gründungsdirektor der Abteilung Extensión Cultural an der Universidad Autónoma de Santo Domingo und Direktor des Museo de las Casas Reales. Als Botschafter der Dominikanischen Republik wirkte er in Mexiko (1965–66), Peru (1982–83) und Rom (1963–64 und 1983–85). Er war Mitglied der Academia Dominicana de la Lengua und korrespondierendes Mitglied der Academia Dominicana de Geografía, außerdem Mitglied der American Anthropological Association und der Historical Society of Trinidad and Tobago.
Veloz Maggiolo war ein außerordentlich produktiver und erfolgreicher Schriftsteller, der als Lyriker, Erzähler, Romanautor und Dramatiker hervortrat. Er erhielt zahlreiche Preise, darunter dreimal den Premio Nacional de Novela (1962, 1981 und 1990) und den Premio Nacional de Literatura (1996). Ein Teil seiner Erzähl- und Essayarbeit wurde ins Englische, Italienische, Französische und Deutsche übersetzt. Mit De dónde vino la gente (1978) war er der erste dominikanische Schriftsteller, der einen Roman für Kinder veröffentlichte. Auch mit dem Roman El Jefe iba descalzo (1993) und den Erzählungen La verdadera historia de Aladino (2007) und La iguanita azul (2012) wandte er sich der Kinderliteratur zu. Als Essayist schrieb Veloz Maggiolo u. a. über Themen wie die dominikanische und karibische Kultur, Literatur und Geschichte, Linguistik, Politik, Archäologie, Anthropologie, Wissenschaft und Umwelt.
Er starb im April 2021 im Alter von 84 Jahren nach einer COVID-19-Erkrankung.

## Werke
- El sol y las cosas, Lyrik, 1957
- Ciudad Trujillo: Colección Arquero, Lyrik, 1957
- El buen ladrón, Roman, 1960
- Creonte y seis relatos, Erzählung, 1961
- Intus, Lyrik, 1962
- El prófugo, Erzählung, 1962
- Judas – El buen ladrón, 1962
- La vida no tiene nombre, Erzählung, 1965
- Los ángeles de hueso, Roman, 1966
- Cultura, teatro y relatos en Santo Domingo, 1969
- Arqueología prehistórica de Santo Domingo, 1972
- El precerámico de Santo Domingo, nuevos lugares y su posible relación con otros puntos del área antillana (mit Elpidio Ortega), 1973
- Esquema para una revisión de nomenclaturas arqueológicas del poblamiento precerámico de las Antillas (mit Plinio Pina und Manuel García Arévalo), 1974
- El Caimito: un antiguo complejo ceramista de las Antillas Mayores (mit Elpidio Ortega und Plinio Pina), 1974
- Cayo Cofresí, un sitio precerámico de Puerto Rico, 1975
- De abril en adelante, Roman, 1975
- Arqueología de Yuma, República Dominicana (mit Mario Sanoja, Iraida Vargas und Fernando Luna Calderón), 1975
- Medio ambiente y adaptación humana en la prehistoria de Santo Domingo, 2 Bände, 1975–1976
- Arqueología de Cueva de Berna, 1977
- Arqueología de Punta Garza, 1977
- Arte indígena y economía en Santo Domingo, 1977
- Sobre cultura dominicana, 1977
- Pipas indígenas de Santo Domingo y Puerto Rico, 1978
- De dónde vino la gente, Roman für Kinder, 1978
- Investigaciones arqueológicas en la provincia de Pedernales, 1979
- Las sociedades arcaicas de Santo Domingo, 1980
- Vida y cultura en la prehistoria de Santo Domingo, 1980
- Sobre cultura y política cultural en la República Dominicana, 1980
- Los modos de vida mellacoides (mit Elpidio Ortega und Angel Caba), 1981
- La arqueología de la vida cotidiana, 1981
- La biografía difusa de Sombra Castañeda, Roman, 1981
- La palabra reunida, 1981
- Novelas cortas, 1981
- La fértil agonía del amor, 1981
- La fértil agonía del amor, Erzählung, 1982.
- La palabra reunida, Lyrik, 1982
- Estudio arqueológico del poblado circular precolombino de Juan Pedro (mit Elpidio Ortega), 1986
- Apearse de la máscara, Lyrik, 1986
- Florbella, Roman, 1986
- Cuentos, recuentos y casicuentos, 1986
- Poemas en ciernes y Retorno a la palabra, 1986
- Panorama histórico del Caribe precolombino, 1990
- Materia prima, Roman, 1990
- La fundación de la villa de Santo Domingo (mit Elpidio Ortega), 1991
- Ritos de cabaret, 1992
- La Española antes de Colón, 1993
- El Jefe iba descalzo, Roman für Kinder. 1993
- Trujillo, Villa Francisca y otros fantasmas, 1996
- El buen ladrón y otros textos bíblicos, Roman, 1998
- Uña y carne: memoria de la virilidad, Roman, 1999
- Cuentos de otros milenios, Kurzgeschichten, 2002
- El hombre del acordeón, Roman, 2003
- La mosca soldado,  2004
- Uña y carne: memorias de la virilidad, Roman, 2006
- La verdadera historia de Aladino, Erzählung für Kinder, 2007
- Memoria tremens, Roman, 2009
- Confesiones de un guionista, Roman, 2009
- La iguanita azul, Erzählung für Kinder, 2012
- La navidad, memorias de un naufragio, historischer Roman, 2016